# فیل نیل
فیل نیل (به انگلیسی: Phil Neal) زادهٔ ۲۰ فوریه ۱۹۵۱ بازیکن فوتبال اهل انگلستان بود که سابقهٔ بازی در تیم ملی فوتبال انگلستان را در کارنامهٔ خود دارد. وی در تاریخ ۲۴ مارس ۱۹۷۶ نخستین بازی ملی خود را در مقابل تیم ملی فوتبال ولز انجام داد و با حضور در ۵۰ بازی ملی، در تاریخ ۲۱ سپتامبر ۱۹۸۳ واپسین بازی ملی‌اش را در برابر تیم ملی فوتبال دانمارک برگزار کرد.
این بازیکن توانسته در بازی‌های ملی، ۵ گل به ثمر برساند.